# Лучано Кастелліні
Лучано Кастелліні (італ. Luciano Castellini, * 12 грудня 1945, Мілан) — колишній італійський футболіст, воротар. По завершенні ігрової кар'єри — футбольний тренер.
Як гравець насамперед відомий виступами за клуби «Торіно» та «Наполі», а також національну збірну Італії.
Чемпіон Італії. Володар Кубка Італії. 

## Клубна кар'єра
Вихованець футбольної школи клубу «Монца». Дорослу футбольну кар'єру розпочав 1965 року в основній команді того ж клубу, в якій провів п'ять сезонів, взявши участь у 60 матчах чемпіонату. 
Своєю грою за цю команду привернув увагу представників тренерського штабу клубу «Торіно», до складу якого приєднався 1970 року. Відіграв за туринську команду наступні вісім сезонів своєї ігрової кар'єри. Більшість часу, проведеного у складі «Торіно», був основним голкіпером команди. Відзначався надзвичайно високою надійністю, пропускаючи в іграх чемпіонату в середньому менше одного голу за матч. За цей час виборов титул чемпіона Італії, ставав володарем Кубка Італії.
1978 року перейшов до клубу «Наполі», за який відіграв 7 сезонів.  Граючи у складі «Наполі», також здебільшого виходив на поле в основному складі команди. В матчах за клуб «Наполі» також не дозволяв суперникам забивати у свої ворота в середньому більше одного голу за гру. Завершив професійну кар'єру футболіста виступами за команду «Наполі» у 1985 році.

## Виступи за збірну
1977 року уперше вийшов на поле в офіційних матчах у складі національної збірної Італії. Протягом кар'єри у національній команді, яка тривала усього 1 рік, провів у формі головної команди країни 1 матч, пропустивши 1 гол. Крім цього, раніше включався до складу збірної для участі у чемпіонаті світу 1974 року в ФРН, де на поле жодного разу не виходив.

## Кар'єра тренера
Розпочав тренерську кар'єру, повернувшись до футболу після невеликої перерви, 1989 року, увійшовши до тренерського штабу клубу «Інтернаціонале». Згодом нетривалий час очолював команду цього клубу.
Наразі останнім місцем тренерської роботи була молодіжна збірна Італії, в якій Лучано Кастелліні тренував воротарів.
| Дата       | Місто | Господарі | Результат | Гості   | Турнір           | Голи | Примітки      |
| ---------- | ----- | --------- | --------- | ------- | ---------------- | ---- | ------------- |
| 26/01/1977 | Рим   | Італія    | 2 – 1     | Бельгія | товариський матч | -1   | вийшов на 46' |
| Усього     |       | Матчів    | 1         |         | Голів            | -1   |               |

## Титули і досягнення
- Чемпіон Італії (1):

«Торіно»:  1975–76
- Володар Кубка Італії (1):

«Торіно»:  1970–71